# Expiação (visão de satisfação)

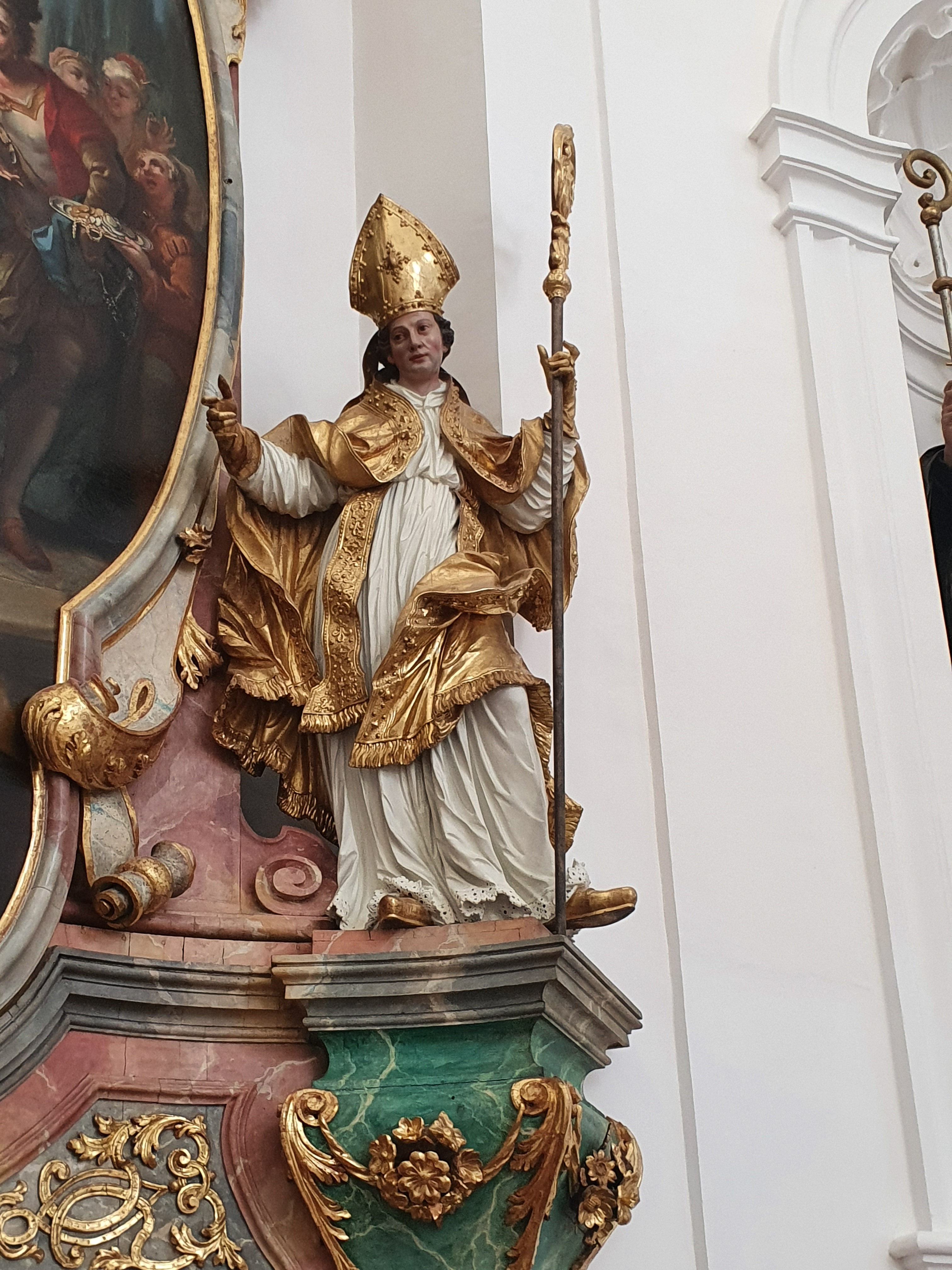
Estátua de Anselmo de Cantuária na Igreja Universitária de Salzburgo

A visão de satisfação na expiação é uma teoria da teologia cristã relacionada com o significado e efeito da morte de Jesus Cristo, ela é tradicionalmente ensinada nos círculos católicos, luteranos, e reformados. Teologicamente e historicamente, a palavra "satisfação" não significa gratificação como em seu uso comum, mas sim "fazer restituição": consertar algo que foi quebrado, reembolsar o que foi tirado. Está, portanto, relacionada com o conceito legal de equilibrar uma injustiça. Esboçada principalmente nas obras de Anselmo de Cantuária, a teoria da satisfação ensina que Cristo sofreu como substituto em nome da humanidade para satisfazer as exigências da glória de Deus pelo seu mérito infinito. Anselmo considerava a sua teoria como um aperfeiçoamento da antiga teoria do resgate, que ele via como inadequada. A teoria de Anselmo foi precursora para os requintes de Tomás de Aquino e João Calvino, que introduziram a ideia de punição para cumprir as exigências da justiça divina.

### Pró
- "The Satisfaction of Christ" da Teologia Sistemática de Charles Hodge (parte 3, capítulo 7), descreve a visão luterana e calvinista. (em inglês)

### Contra
- The Incompatibility of Satisfaction theory with God's Government por J. Kenneth Grider (em inglês)
- Substitution in Suffering por John Miley (em inglês)
- Theory of Satisfaction por John Miley (em inglês)